# Arch Enemy
Arch Enemy là một ban nhạc melodic death metal người Thụy Điển, tiền thân là một siêu ban nhạc đến từ Halmstad, được thành lập vào năm 1995. Các thành viên của nhóm từng là thành viên cũ của các ban nhạc như Carcass, Armageddon, Carnage, Mercyful Fate, Spirit Beggars, The Agonist, Nevermore và Eucharist. Ban nhạc được thành lập bởi nghệ sĩ guitar Michael Amott của Carcass cùng với Johan Liiva, cả hai đều xuất thân từ ban nhạc death metal Carnage . Ban nhạc đã phát hành 11 album phòng thu, ba album trực tiếp, ba album video và bốn EP. Ban đầu ban nhạc do ca sĩ Johan Liiva hát chính, rồi người thay thế anh là giọng ca người Đức Angela Gossow vào năm 2000. Gossow rời ban nhạc vào tháng 3 năm 2014 để trở thành quản lý của nhóm và được thay thế bởi giọng ca người Canada Alissa White-Gluz .

## Phong cách âm nhạc
Phong cách âm nhạc của Arch Enemy được phân vào thể loại melodic death metal. Nhà phê bình Steve Huey của AllMusic mô tả âm thanh của ban nhạc là "sự pha trộn những ảnh hưởng [của] progressive và death metal." Các album trước đó, chẳng hạn như Burning Bridges, trong khi vẫn được phân loại là melodic death metal, tập trung nhiều hơn vào death metal cổ điển.

## Thành viên

Arch Enemy diễn trực tiếp tại With Full Force 2019
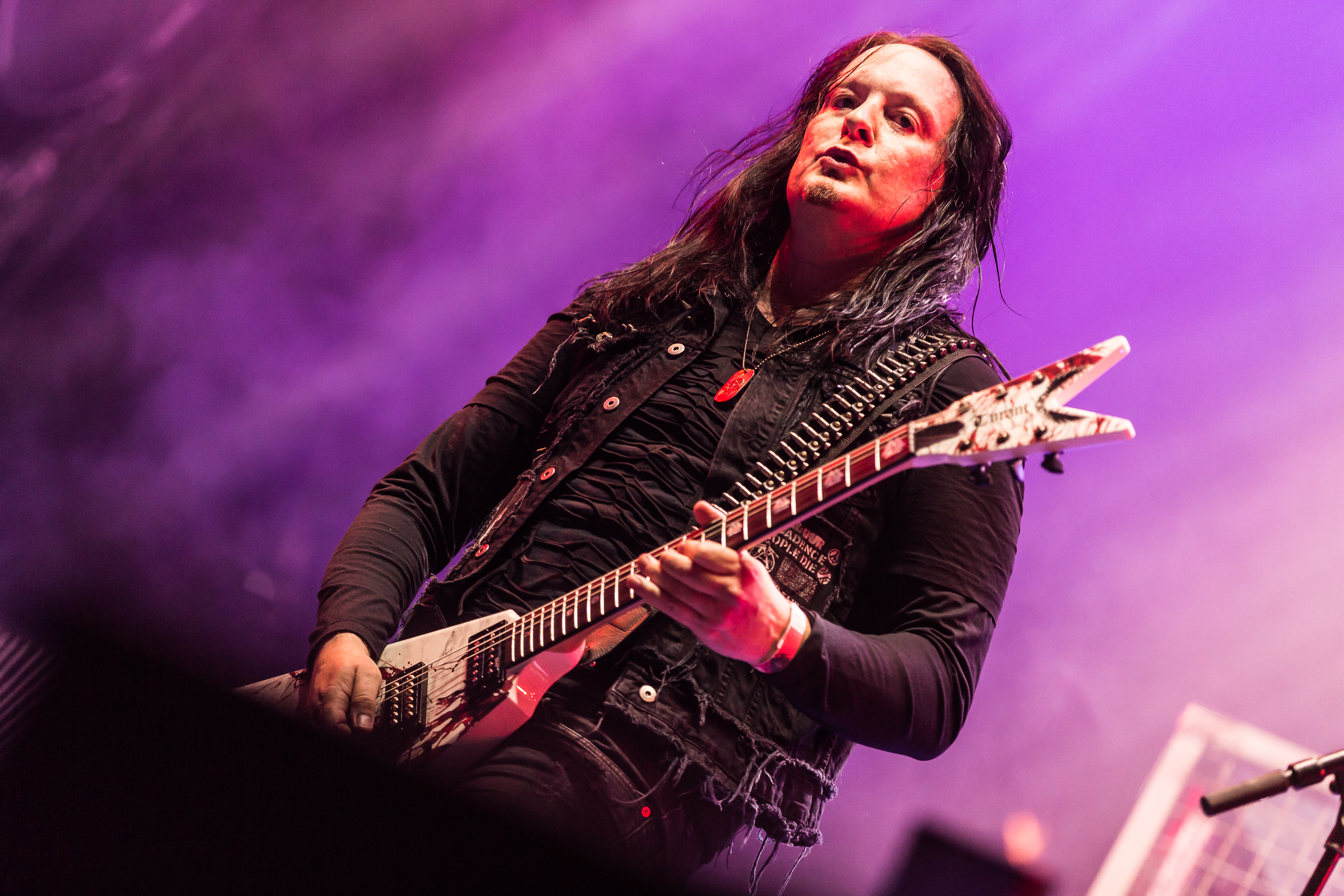
Michael Amott
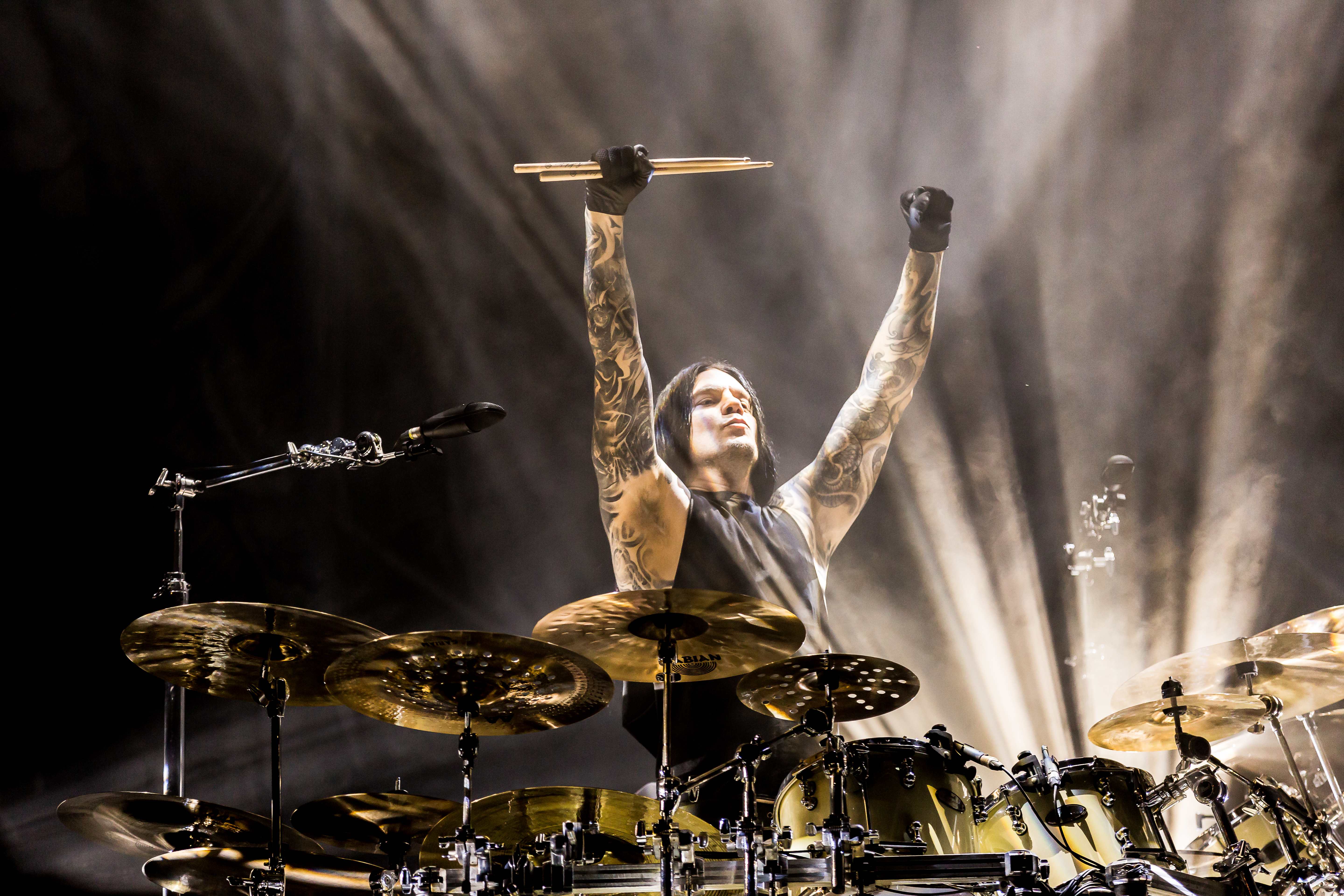
Daniel Erlandsson
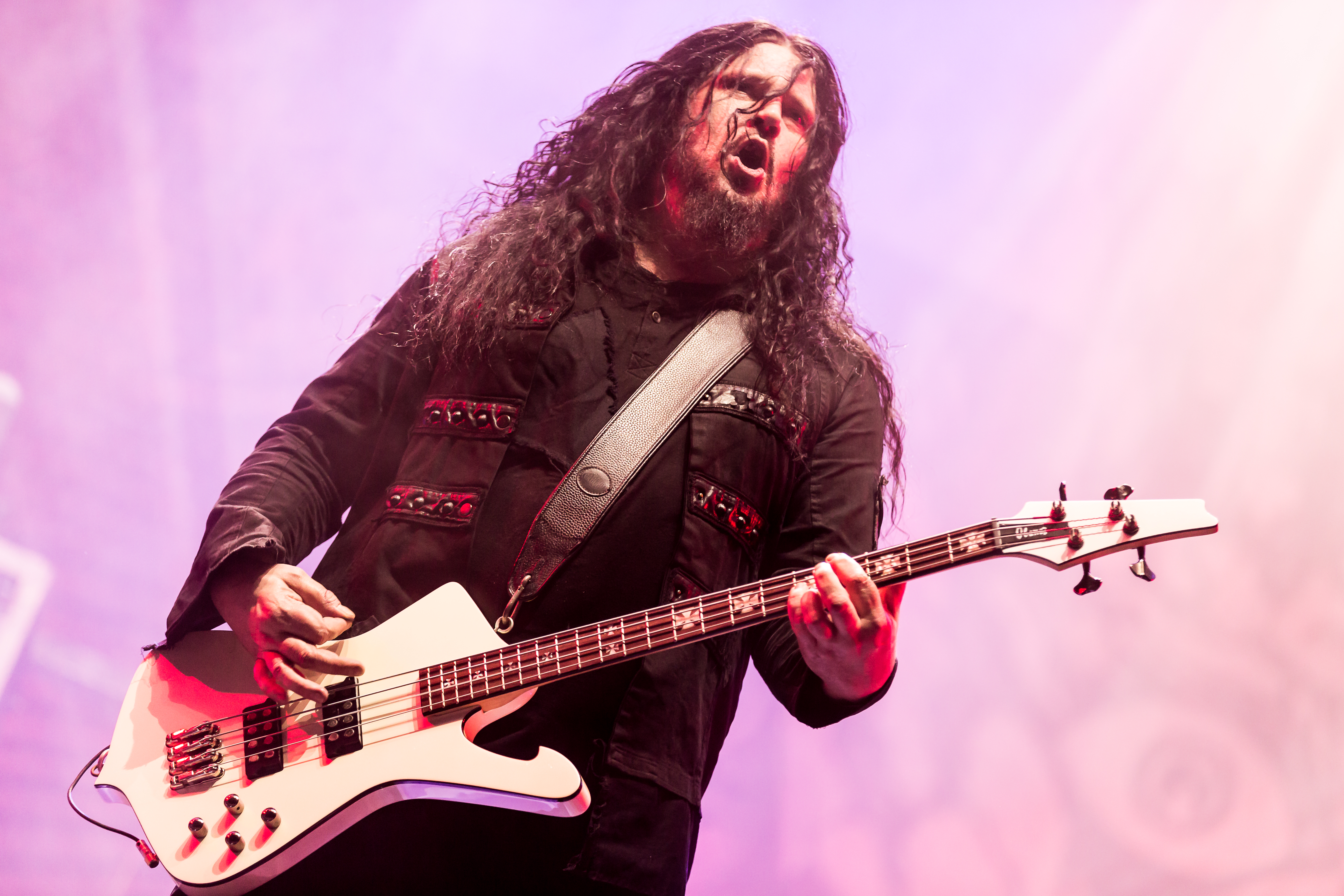
Sharlee D'Angelo
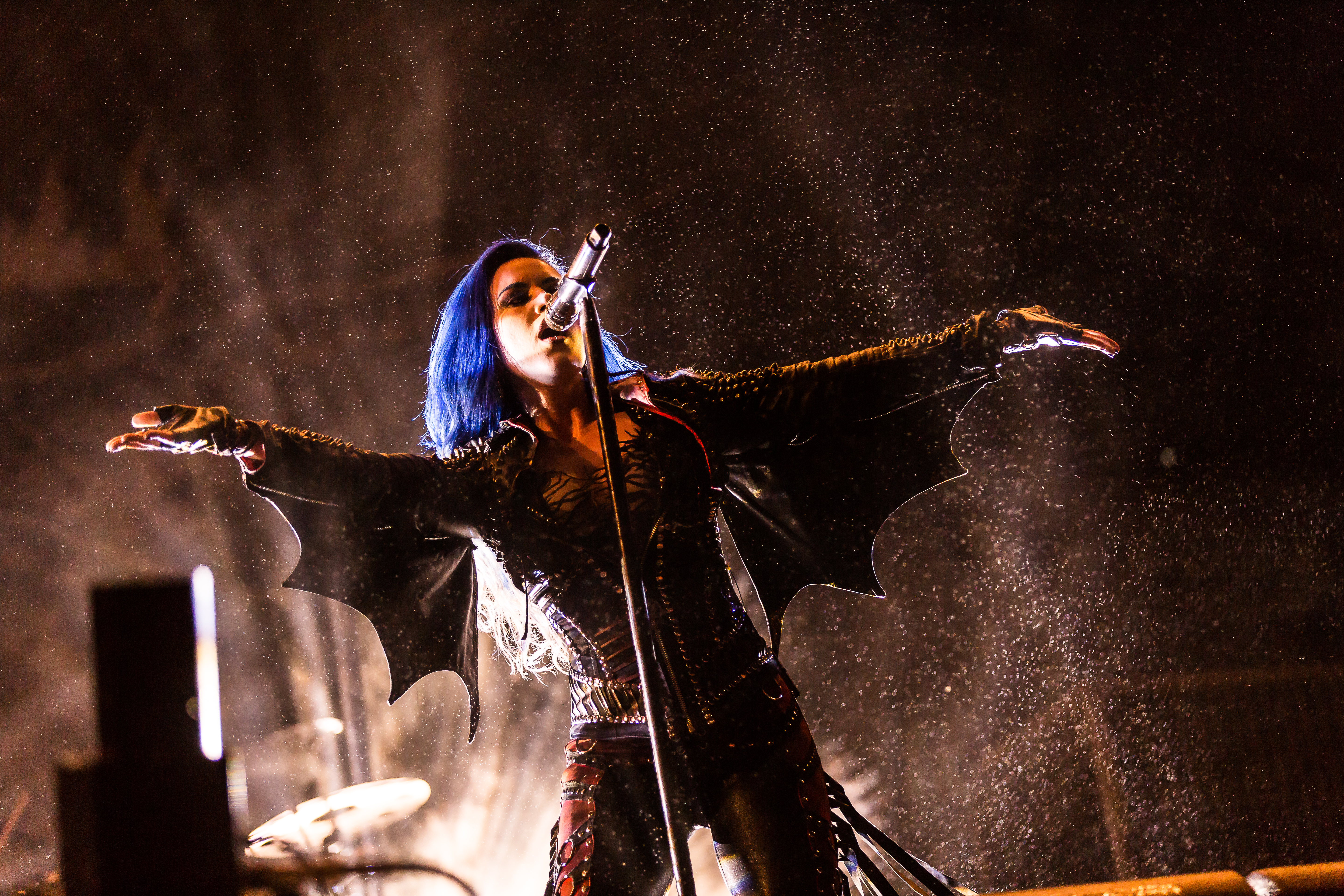
Alissa White-Gluz
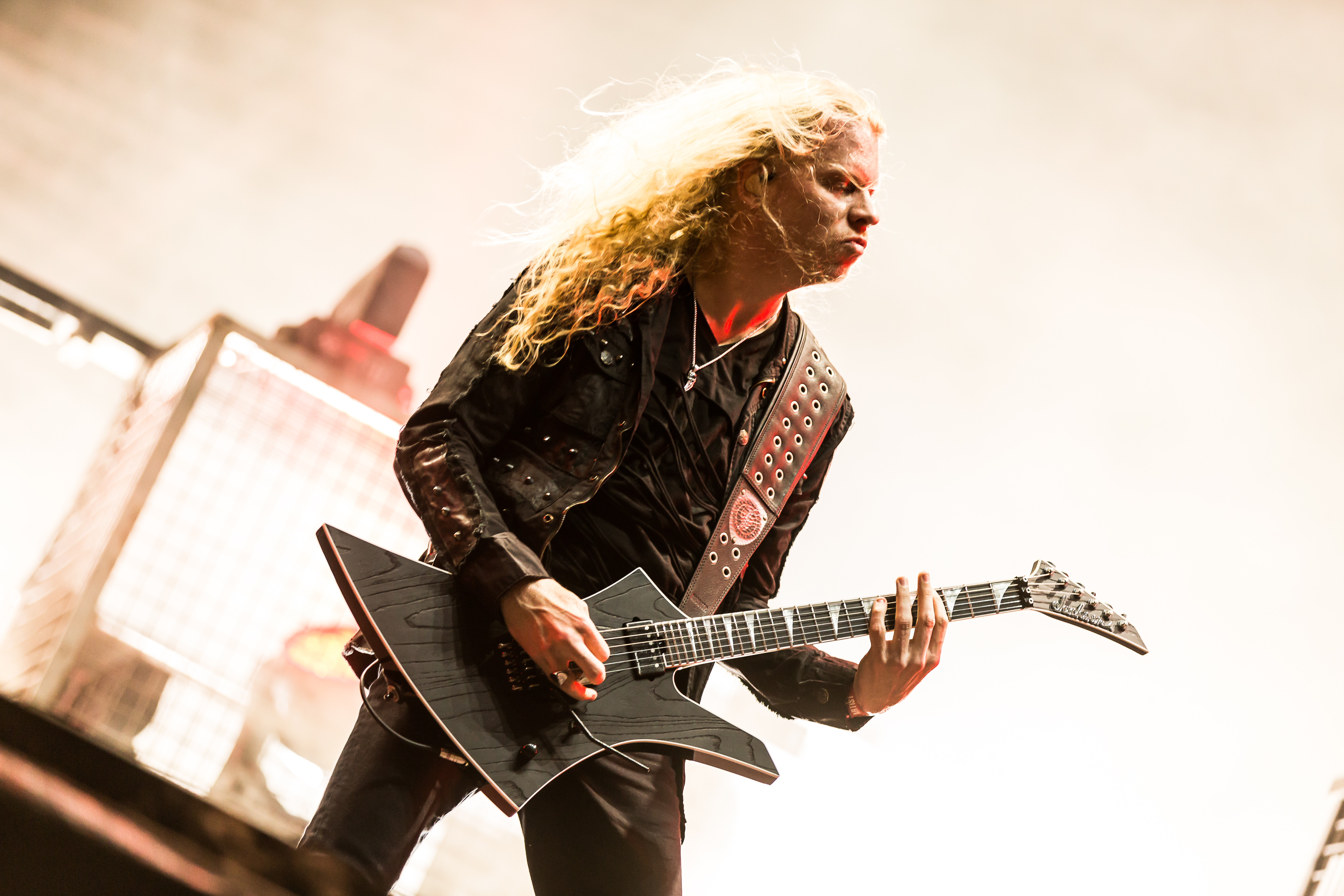
Jeff Loomis

| Thành viên hiện tại - Michael Amott − guitar, hát bè (1995–nay), bass (1995–1997, 1998) - Daniel Erlandsson − trống (1995–1997, 1998–nay) - Sharlee D'Angelo − bass (1998–nay) - Alissa White-Gluz − hát chính (2014–nay) - Jeff Loomis − guitar, hát bè (2014–nay) | Thành viên cũ - Martin Bengtsson − bass (1997–1998) - Peter Wildoer − trống (1997–1998) - Johan Liiva − hát chính (1995−2000, khách mời 2015) - Fredrik Åkesson − guitar, hát bè (2005–2007) - Christopher Amott − guitar, hát bè (1995–2005, 2007–2012, thành viên lưu diễn 2014, khách mời năm 2015, 2016) - Angela Gossow − hát chính (2000–2014) - Nick Cordle − guitar, hát bè (2012–2014) |

## Danh sách đĩa nhạc
- Black Earth (1996)
- Stigmata (1998)
- Burning Bridges (1999)
- Wages of Sin (2001)
- Anthems of Rebellion (2003)
- Doomsday Machine (2005)
- Rise of the Tyrant (2007)
- Khaos Legions (2011)
- War Eternal (2014)
- Will to Power (2017)
- Deceivers (2022)